# Festival cubain de La Seyne-sur-Mer
Le Festival cubain Bayamo propose tous les ans, depuis juillet 2000, une programmation 100 % cubaine, la seconde quinzaine de juillet.
Ce festival présente non seulement de la musique cubaine, mais également d’autres éléments de la culture cubaine à travers des expositions, des conférences, des ateliers de danse et de percussions, des rencontres. C’est un festival à taille humaine qui regroupe toutes les générations au Fort Napoléon et depuis 2018 au fort Balaguier.  Au fil des années il s’est affirmé comme l’unique festival de ce genre en région Provence-Alpes-Côte d'Azur avec un public fidèle qui attend ce rendez-vous annuel.
Le festival est organisé par l’association Bayamo en partenariat avec la Ville de La Seyne-sur-mer, le Conseil départemental du Var et le Conseil régional de Provence-Alpes-Côte d’Azur.

## Programmation
Le festival a accueilli depuis 2000 les plus grands orchestres de Cuba et ceux en devenir, permettant ainsi au public de découvrir les nouvelles tendances musicales de l’île : 
- Alfredo de la Fé
- Klimax
- Los Van Van
- Orlando "Maraca" Valle
- Adalberto Álvarez y su Son
- Pupy y los que son son
- La Charanga Habanera
- Sierra Maestra
- NG La Banda
- Issac Delgado
- Manolito y su Trabuco
- Maykel Blanco y su salsa mayor
- Elito Revé y su charangon
- Havana D’Primera
- Gente de Zona
- Cándido Fabré
- Conjunto Chapottin
- Bamboleo
- Azucar Negra
- Manolín "El Médico de la salsa"
- Vocal Sampling
- Paulito FG y su Elite
- Pedrito Calvo Junior y su Orquesta
- Haila Mompié
- Donaldo Flores y su Orquesta
- Oderquis Revé y su Changüí
- El Septeto Nacional
- El Niño y la Verdad
- Los Conquistadores de la Salsa
- La Charanga For Ever
- Monica Mesa y su maquina perfecta
- Laritza Bacallao
- Las chicas del son
- MulataSon
- Anacaona
- Alain Daniel
- Havana Mambo
- Morena Son
- Cumbre
- Sincopa
- Ache Havana
- Grupo Contrabando
- Canela
- La ley del son
- Okan Cuba
- Los Tainos de Mayari
- Sabro Son
- Salsa de Reyes
- Alfredo Rodriguez y los acerekos
- Septeto Nabori
- Alternativa
- Rey Cabrera
- Charanga y su sabor cubano
- Alexander Battle y Kabiocile
- Caña Santa
- Chacal y Yakarta